# De Hoeksteen (Haarlem)
De Hoeksteen is een voormalig kerkgebouw in de binnenstad van de Noord-Hollandse stad Haarlem. De kerk stond aan de Raaks en moest wijken voor de bouw van het Raakskwartier.
De zaalkerk was sinds 1913 in gebruik bij de Christelijke Gereformeerde Kerk in Haarlem-Centrum, nadat in 1910 met de bouw was begonnen. De kerk vormde een ensemble met de dichtbijgelegen Vestekerk een ensemble, ontworpen door Johannes Jacobus van Noppen (1876-1947) met een neoromaanse architectuur. De Hoeksteen had een kleine aangebouwde klokkentoren.
Het eerste orgel, dat gebouwd was door de Schiedamse orgelbouwer Standaart, werd te klein bevonden voor de ruimte van de kerk. Daarom werd het verkocht aan een kerk in Biezelinge. Ter vervanging kocht de kerk in 1948 het orgel van de Vredekerk te Bussum, dat in 1917 was vervaardigd door Karel Pieter van Ingen te Haarlem met pijpwerk van het orgel uit 1863 dat in de Oude Kerk te Bussum stond. Het orgel werd op 24 maart 1949 in De Hoeksteen in gebruik genomen. Het had twee manualen en vrij pedaal en twaalf registers waarvan sommige waren toegevoegd in 1954 of bij de restauratie in 1980. Bij de sluiting en sloop van de kerk is het orgel verloren gegaan.
De laatste dienst vond plaats op 27 april 2003. De Stichting De Hoeksteen poogde vergeefs het gebouw te redden, waarna de kerk en een aantal schoolgebouwen in 2005 werden gesloopt.

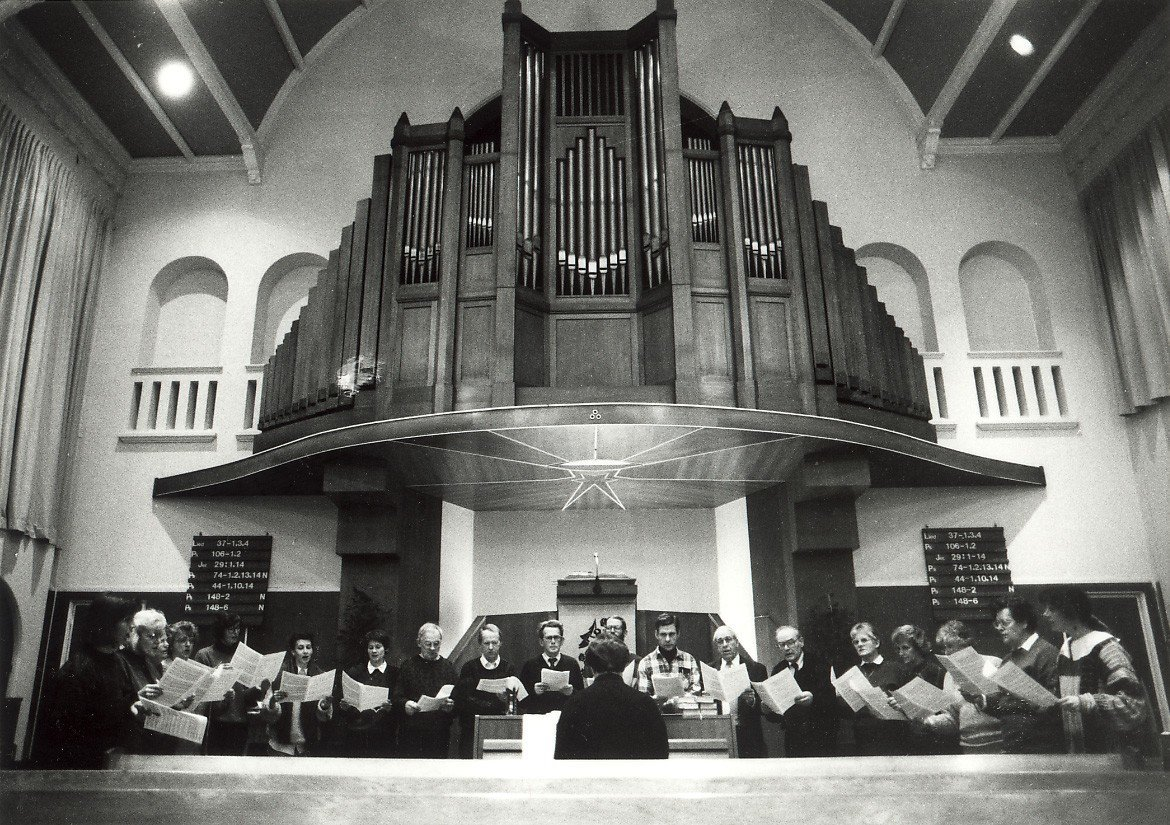
Koorrepetitie (1991)
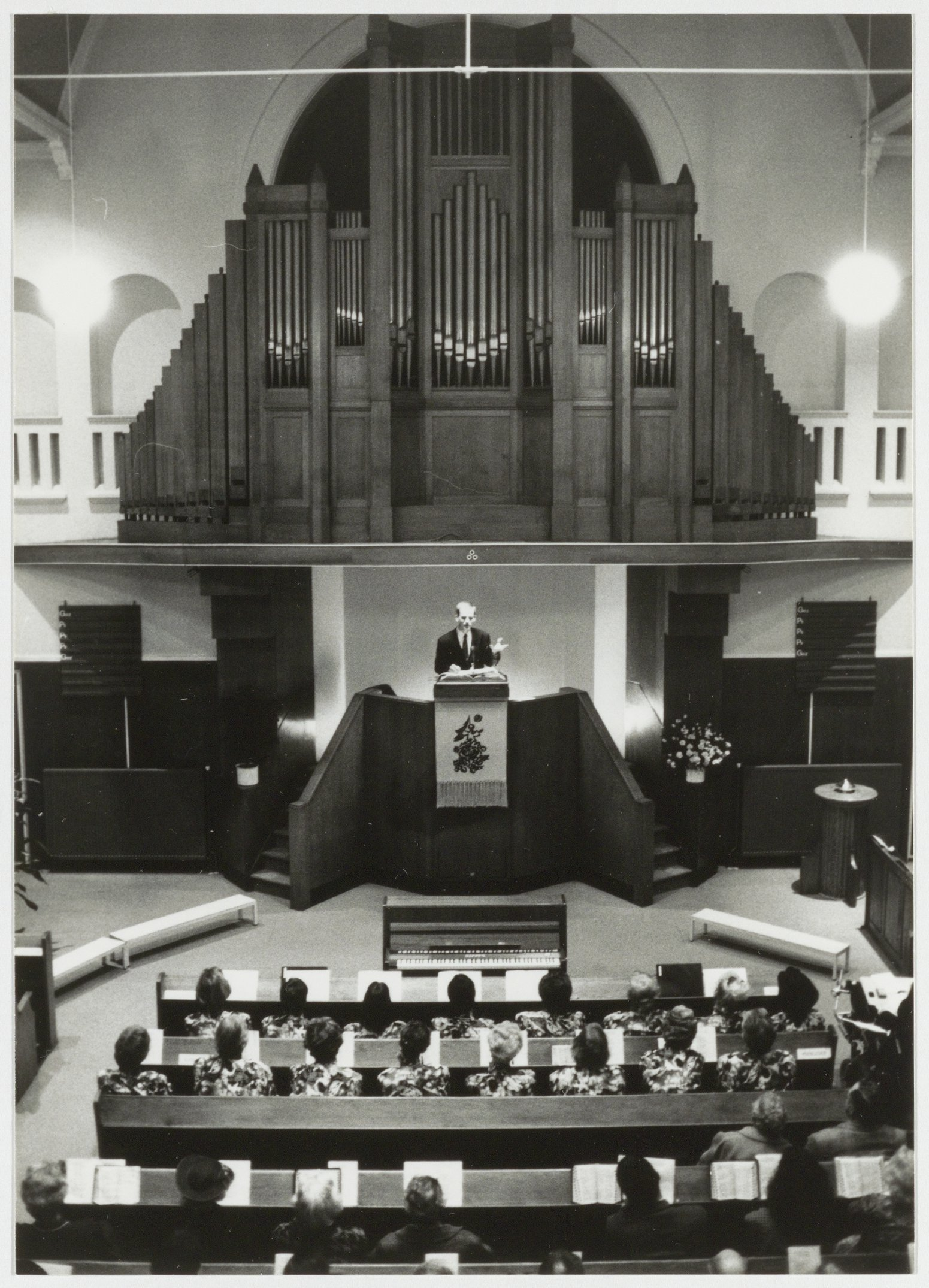
Eeuwfeest (1993)